# Přechodová dráha ke geostacionární dráze

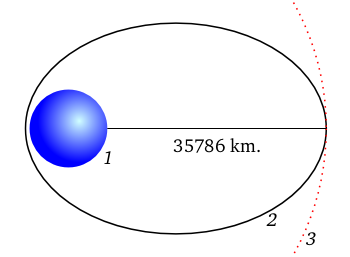
Přibližné znázornění GTO

Přechodová dráha ke geostacionární dráze nebo přechodová dráha ke geosynchronní dráze (zkratka GTO z anglického Geostationary Transfer Orbit) je speciální druh přechodové oběžné dráhy, po které se pohybují kosmická tělesa na cestě ke geostacionární dráze.

## Charakteristika
Jedná se o silně eliptickou geocentrickou dráhu, jejíž apogeum se nachází ve výšce 35 700  kilometrů. Perigeum může být umístěno v libovolné výšce, avšak musí být nad hranicí atmosféry. Sklon dráhy při letu po GTO je určen zeměpisnou šířkou a startovním azimutem. Po dosažení apogea je nutné vyrovnat excentricitu dráhy a zároveň srovnat sklon dráhy s rovníkem. Nejvýhodnější je tedy startovat přímo z nulové zeměpisné šířky, což v současné době umožňuje prakticky jen Sea Launch. Při startech z kosmodromů s velkou inklinací je mnohdy nezbytné provádět několik manévrů a projít i několika různými drahami, než se podaří vysoký sklon dráhy srazit na nulu. Toto je problém především ruských kosmodromů, které jsou všechny relativně daleko na severu. Naproti tomu kosmodrom Kourou ve Francouzské Guyaně leží pouhých 5° severně od rovníku.